# Complejo Hospitalario Universitario de Albacete
El Complejo Hospitalario Universitario de Albacete (CHUA) es una institución de salud pública con varios centros de asistencia sanitaria especializada, docencia e investigación dependiente del Servicio de Salud de Castilla-La Mancha (Sescam) con sede en la ciudad española de Albacete. 
Los principales centros que componen el complejo hospitalario son el Hospital General Universitario de Albacete, el Hospital Universitario del Perpetuo Socorro de Albacete y el Centro de Atención a la Salud Mental de Albacete. Está adscrito a la Universidad de Castilla-La Mancha.

## Características
El Complejo Hospitalario Universitario de Albacete está formado por tres hospitales: el Hospital General Universitario, el Hospital Universitario del Perpetuo Socorro y el Centro de Atención a la Salud Mental. El complejo cuenta en 2020 con un total de 949 camas, 210 locales de consultas, 42 puestos de unidad de cuidados intensivos o 80 puestos de hospital de día, entre otros.
A pesar de la escasa inversión del gobierno autonómico en los últimos años, algunos de sus servicios se encuentran entre los más reputados del país. En 2015 contaba con una plantilla de 4000 trabajadores.
El complejo a su vez integra un área funcional de gestión de atención especializada con el Hospital General de Villarrobledo y el Hospital General de Almansa. Esta área funcional y de gestión de Albacete fue creada por la orden de 27 de julio de 2006, de la Consejería de Sanidad, de estructura orgánica, territorial y funcional de los hospitales y centros de especialidades en Albacete, Almansa y Villarrobledo.

## Servicios y especialidades
La oferta asistencial que ofrece el Complejo Hospitalario Universitario de Albacete incluye los siguientes servicios médicos:
| - Alergología - Análisis clínicos - Anatomía patológica - Anestesia y reanimación - Aparato digestivo - Atención sanitaria a drogodependientes - Bioquímica clínica - Cardiología - Cirugía general y Digestivo - Angiología y Cirugía cardiovascular | - Cirugía maxilofacial - Cirugía mayor ambulatoria - Cirugía pediátrica - Cirugía plástica y reparadora - Cirugía ortopédica - Cirugía torácica - Cuidados intermedios neonatales - Cuidados intensivos neonatales - Cuidados paliativos | - Dermatología - Diálisis - Endocrinología - Enfermedades infecciosas - Enfermería ginecológica y obstétrica (matrona) - Extracción de órganos - Extracción de sangre para donación - Farmacia hospitalaria - Farmacia clínica - Fecundación in vitro | - Fisioterapia - Genética - Geriatría - Ginecología - Hematología clínica - Laboratorio de hematología - Hemodinámica - Hospital de día - Inmunología - Implantación de tejidos | - Inseminación artificial - Litotricia renal - Logopedia - Medicina intensiva - Medicina interna - Medicina preventiva - Medicina del trabajo - Microbiología y parasitología - Nefrología - Neumología | - Neurocirugía - Neurofisiología clínica - Neurología - Neurradiología Intervencionista - Nutrición y dietética - Obstetricia - Obtención de tejidos - Oftalmología - Oncología - Otorrinolaringología - Pediatría | - Planificación familiar - Psicología clínica - Psiquiatría - Radiodiagnóstico - Radioterapia - Recuperación de oocitos - Rehabilitación - Reumatología - Servicio de transfusión - Terapia ocupacional | - Trasplante de órganos - Tratamiento del dolor - Traumatología - Urgencias - Urología |

## Docencia
El complejo hospitalario está adscrito a la Universidad de Castilla-La Mancha para las prácticas del alumnado de medicina, enfermería y farmacia. Además, imparte formación de posgrado para residentes en 37 especialidades médicas (MIR) así como participa en la formación de los residentes especialistas en Medicina Familiar y Comunitaria, que se completa en los centros de salud, en enfermería (EIR), psicología (PIR) o farmacia (FIR).